# Miss Supranational 2025
Miss Supranational 2025 – 16. wybory Miss Supranational. Konkurs odbył się 27 czerwca 2025, po raz piąty w Amfiteatrze Parku Strzeleckiego w Nowym Sączu.
Galę prowadzili południowoafrykański konferansjer i aktor Nico Panagio oraz Miss Nowego Jorku 2010 Davina Reeves, a relacjonował ją Aleksander Sikora. Podczas gali finałowej wystąpili: Natalia Nykiel, Grzegorz Hyży, Izabela Płóciennik i Kalina Levvska.

## Rezultaty
| Tytuł                   | Laureatka |
| ----------------------- | --- |
| Miss Supranational 2025 | - Brazylia – Eduarda Braum |
| 1. wicemiss             | - Niemcy – Anna Valencia Lakrini |
| 2. wicemiss             | - Curaçao – Quishantely Leito |
| 3. wicemiss             | - Filipiny – Tarah Valencia |
| 4. wicemiss             | - Portoryko – Valerie Klepadlo |
| Top 12                  | - Boliwia – Vanessa Hayes - Czechy – Michaela Macháčková - Islandia – Lilja Sif Pétursdóttir - Kostaryka – Fabiola Vindas - Ukraina – Kateryna Bilyk - Stany Zjednoczone – Marvelous Sanyaolu - Wielka Brytania – Brittany Feeney |
| Top 24                  | - Dominikana – Karibel Perez - Gwatemala – Tokyo Christina Gonzal - Hiszpania – Luna Negrín - Indie – Ayushree Malik - Indonezja – Firsta Yufi Amarta Putri - Kolumbia – Daniela Roldán - Korea Południowa – Hyeon-jeong Yu - Meksyk – Angie Melchum - Nepal – Dikshya Awasthi - Polska – Kasandra Zawal - Południowa Afryka – Lebohang Raputsoe - Zambia – NaMakau Nawa |

### Kontynentalne Królowe Piękności
| Kontynent | Laureatka                              |
| --------- | -------------------------------------- |
| Afryka    | Zambia – NaMakau Nawa                  |
| Ameryki   | Stany Zjednoczone – Marvelous Sanyaolu |
| Azja      | Indonezja – Firsta Yufi Amarta Putri   |
| Karaiby   | Dominikana – Karibel Perez             |
| Europa    | Islandia – Lilja Sif Pétursdóttir      |

## Lista uczestniczek
| Państwo                              | Kandydatka                     | Wiek | Miasto rodzinne     |
| ------------------------------------ | ------------------------------ | ---- | ------------------- |
| Albania                              | Xhesika Pengili                | 21   | Tirana              |
| Angola                               | Kendra Cordeiro                | 23   | Benguela            |
| Argentyna                            | Camila Barraza                 | 31   | Buenos Aires        |
| Australia                            | Krysta Heath                   | 28   | Maitland            |
| Belgia                               | Sophia Sanfilippo              | 23   | Bruksela            |
| Boliwia                              | Vanessa Alexandra Hayes Schutt | 23   | Santa Cruz          |
| Brazylia                             | Eduarda Braum                  | 24   | Afonso Cláudio      |
| Curaçao                              | Quishantely Leito              | 22   | Willemstad          |
| Czechy                               | Michaela Macháčková            | 23   | Rtyně v Podkrkonoší |
| Dania                                | Sofie Ørn Andersen             | 24   | Hillerød            |
| Demokratyczna Republika Konga        | Caroline Kondé                 | 28   | Kinszasa            |
| Dominikana                           | Karibel Pérez                  | 28   | Santo Domingo       |
| Ekwador                              | Ana Isabel Cobos               | 25   | Ambato              |
| Estonia                              | Samantha Kasela                | 23   | Tartu               |
| Filipiny                             | Tarah Valencia                 | 23   | Baguio              |
| Finlandia                            | Venla Laios                    | 19   | Järvenpää           |
| Gwatemala                            | Tokyo Cristina Gonzalo         | 21   | Antigua Guatemala   |
| Haiti                                | Sklouchere Pierre              | 25   | Lauderhill          |
| Hiszpania                            | Luna Negrín                    | 21   | Madryt              |
| Holandia                             | Josephine Onderdonck           | 23   | Breda               |
| Hongkong                             | Wanding Luo                    | 24   | Hongkong            |
| Islandia                             | Lilja Sif Pétursdóttir         | 21   | Reykjavík           |
| Indie                                | Ayushree Malik                 | 20   | Delhi               |
| Indonezja                            | Firsta Yufi Amarta Putri       | 24   | Banyuwangi          |
| Jamajka                              | Sara-Dee Palmer                | 29   | Kingston            |
| Japonia                              | Nao Kawada                     | 25   | Tokio               |
| Kajmany                              | Tracey Campbell                | 19   | West Bay            |
| Kambodża                             | Chandara Chhum                 | 26   | Phnom Penh          |
| Kanada                               | Aslihan Morali                 | 27   | Ancaster            |
| Kirgistan                            | Ekaterina Zabolotnova          | 29   | Biszkek             |
| Kolumbia                             | Aslihan Morali                 | 27   | Ancaster            |
| Korea Południowa                     | Hyeon-jeong Yu                 | 19   | Daegu               |
| Kostaryka                            | Fabiola Vindas                 | 24   | Guápiles            |
| Kuba                                 | Freddra Reyes                  | 24   | Hawana              |
| Łotwa                                | Meldra Rosenberg               | 23   | Ryga                |
| Makau                                | Feng-Wei Zhou                  |      | Ruijin              |
| Malezja                              | Eshwin Kaur                    | 24   | Kuala Lumpur        |
| Malta                                | Hayley Ghiller                 | 24   | San Ġwann           |
| Meksyk                               | Angie Melchum                  | 22   | Tulancingo          |
| Mjanma                               | Lin Cherry Moe                 | 23   | Miktila             |
| Namibia                              | Savannah Pereira               | 24   | Windhuk             |
| Nepal                                | Dikshya Awasthi                | 23   | Kailali             |
| Niemcy                               | Anna Lakrini                   | 27   | Stuttgart           |
| Nigeria                              | Paula Ezendu                   | 26   | Awka                |
| Nikaragua                            | Maycrin Jaénz                  | 26   | Granada             |
| Norwegia                             | Julie Tollefsen                | 30   | Oslo                |
| Nowa Zelandia                        | Rovelyn Milford                | 26   | Auckland            |
| Peru                                 | Mayra Messa                    | 29   | Lima                |
| Polska                               | Kasandra Zawal                 | 28   | Bierzglinek         |
| Południowa Afryka                    | Lebohang Raputsoe              | 26   | Sharpeville         |
| Portugalia                           | Daryna Levytska                | 22   | Aveiro              |
| Portoryko                            | Valerie Klepadlo               | 24   | Rincón              |
| Rumunia                              | Ana Maria Mozăceanu            | 23   | Bukareszt           |
| Salwador                             | Verónica Gaytán                | 23   | La Libertad         |
| Szwecja                              | Bella Davis                    | 26   | Sztokholm           |
| Tajlandia                            | Michelle Behrmann              | 31   | Phatthalung         |
| Togo                                 | Marie Kolani                   | 24   | Lomé                |
| Trynidad i Tobago                    | Shenelle Ramkhelawan           | 29   | La Romaine          |
| Turcja                               | Candan Şeviktürk               | 21   | Stambuł             |
| Ukraina                              | Kateryna Bilyk                 | 28   | Bohusław            |
| Wielka Brytania                      | Brittany Feeney                | 26   | Maghull             |
| Stany Zjednoczone                    | Marvelous Sanyaolu             | 22   | Baton Rouge         |
| Wyspy Dziewicze Stanów Zjednoczonych | Aminisha Bailey                | 25   | Charlotte Amalie    |
| Wenezuela                            | Leix Collins                   | 28   | Caracas             |
| Wietnam                              | Võ Cao Kỳ Duyên                | 20   | Hajfong             |
| Zambia                               | NaMakau Nawa                   | 20   | Mongu               |
| Zimbabwe                             | Pauline Marere                 | 30   | Masvingo            |